# Stefan Nieświatowski
Stefan Nieświatowski (ur. 28 sierpnia 1897 w Samborze, zm. 27 października 1970 w Krakowie) – polski inżynier mechanik, harcerz, pracownik przemysłu chemicznego.
Do szkoły powszechnej i gimnazjum uczęszczał w Drohobyczu i Stanisławowie, gdzie równocześnie należał do skautingu. W 1913 roku uczestniczył w skautowym jamboree w Birmingham. Egzamin dojrzałości uzyskał w Wiedniu w 1915 roku, gdzie znalazł się na skutek ofensywy rosyjskiej. Podczas krótkiego pobytu w Tarnowie, stanął na czele odbudowującego się ruchu harcerskiego, pełniąc w okresie IX - XII 1915 r. funkcję „komendanta miejscowego”.